# Jang Hang-jun
Dans ce nom coréen, le nom de famille, Jang, précède le nom personnel.
Jang Hang-jun (coréen 장항준) est un acteur, réalisateur et scénariste sud-coréen, né le 17 septembre 1969 en Corée du Sud.

## Filmographie

### En tant qu’acteur

#### Longs-métrages
- 2002 : Break Out (라이터를 켜라) de Jang Hang-jun : Hee-chang, l’ami de Bong-goo
- 2003 : Buleora bombaram (불어라 봄바람) de Jang Hang-jun
- 2004 : Ghost House (귀신이 산다) de Kim Sang-jin : (caméo)
- 2007 : Hellcats (뜨거운 것이 좋아) de Kwon Chil-in : le réalisateur Ahn
- 2008 : Manner of Battle (전투의 매너) de Jang Hang-jun
- 2009 : Attack the Gas Station 2 (주유소 습격사건 2) de Kim Sang-jin : le réalisateur
- 2009 : Loveholic (참을 수 없는.) de Kwon Chil-in : l’écrivain Jang
- 2011 : Wonderful Radio (원더풀 라디오) de Kwon Chil-in : l’écrivain Jang
- 2012 : The Scent (간기남) de Kim Hyeong-jun : le patron du restaurant chinois
- 2012 : Super Star (슈퍼스타) de Lim Jin-soon
- 2012 : The Suck Up Project: Mr. XXX-Kisser (아부의 왕) de Jeong Seung-koo ; le réalisateur
- 2013 : Venus Talk (관능의 법칙) de Kwon Chil-in : la voix du manager Kim
- 2014 : Trap (덫, 치명적인 유혹) de Bong Man-dae
- 2016 : My New Sassy Girl (엽기적인 그녀 2) de Jo Geun-sik : le metteur en scène
- 2017 : Forgotten (기억의 밤) de Jang Hang-jun

#### Séries télévisées
- 2009 : High Kick Through The Roof (지붕 뚫고 하이킥) de Jo Chan-joo, Kim Byung-wook et Kim Yeong-gi : (caméo)
- 2010 : Sign (싸인) de Jang Hang-jun, Kim Hyeong-sik et Kim Yeong-min
- 2011 : The Greatest Love (최고의 사랑) de Lee Dong-yoon  et Park Hong-gyoon : le réalisateur
- 2012 : I Need a Fairy (선녀가 필요해) de Jeong Heum-moon et Ko Chan-soo : le réalisateur
- 2012 : Phantom (유령) de Kim Hyeong-sik et Park Shin-woo : le réalisateur
- 2013 : Potato Star (감자별 2013QR3) de Jo Chan-joo et Kim Byung-wook : le professeur d’université
- 2013 : Mon amour venu des étoiles (My Love from the Star, 별에서 온 그대) de Jang Tae-yoo
- 2014 : Pinocchio (피노키오) de Jo Soo-won et Sin Seung-woo : le réalisateur
- 2016 : Entertainers (딴따라) de Hong Seong-chang et Lee Gwang-yeong : (caméo)

### En tant que réalisateur

#### Longs-métrages
- 2002 : Break Out (라이터를 켜라)
- 2003 : Buleora bombaram (불어라 봄바람)
- 2008 : Manner of Battle (전투의 매너)
- 2010 : Humans Don't Die in the Night
- 2017 : Forgotten (기억의 밤)

#### Séries télévisées
- 2010 : Sign (싸인) (coréalisée avec Kim Hyeong-sik et Kim Yeong-min)

### En tant que scénariste

#### Longs-métrages
- 2003 : Buleora bombaram (불어라 봄바람) de Jang Hang-jun
- 2004 : Ghost House (귀신이 산다) de Kim Sang-jin
- 2010 : Humans Don't Die in the Night  de Jang Hang-jun
- 2017 : Forgotten (기억의 밤) de Jang Hang-jun

#### Séries télévisées
- 2010 : Harvest Villa (위기일발 풍년빌라) de Jo Hyeon-tak
- 2010 : Sign (싸인) de Jang Hang-jun, Kim Hyeong-sik et Kim Yeong-min
- 2012 : The King of Dramas (드라마의 제왕) de Hong Seong-chang